# Montasser Ouaïli
Montasser Ouaïli ou Montassar Ouaïli, né le 19 septembre 1959, est un homme politique tunisien.

## Biographie
Après une licence en mathématiques à la faculté des sciences de Tunis, obtenue en 1982, Ouaïli devient ingénieur en sciences de la communication en 1986, puis docteur en sciences informatiques à l'université de Californie à Los Angeles en 1988.
En 1989, il devient chercheur au centre de recherches Bell-Northern, à Ottawa (Canada). De 1989 à 1993, il est maître de conférences, puis professeur d'enseignement supérieur, à l'École nationale des sciences de l'informatique.
Le 17 novembre 1999, il entre au gouvernement en qualité de secrétaire d'État auprès du Premier ministre, chargé de l'Informatique, poste qu'il quitte le 23 janvier 2001. Le 10 avril 2001, il est nommé secrétaire d'État auprès du ministre de l'Enseignement supérieur Sadok Chaâbane, poste qu'il conserve jusqu'au 5 septembre 2002, date à laquelle il est nommé secrétaire d'État auprès du ministre de la Communication et du Transport Sadok Rabah, chargé de l'Informatique et d'Internet. Le 10 novembre 2004, il est nommé ministre des Technologies de la communication, poste qu'il conserve jusqu'au 3 septembre 2007.
Le 13 novembre 2007, il est nommé ambassadeur de Tunisie en Italie, poste qu'il occupe jusqu'à sa nomination, le 24 juin 2008, au poste de PDG de Tunisie Télécom.
Après la révolution de 2011, il fuit en Mauritanie. Le 28 avril 2017, il est condamné par contumace à huit ans de prison.